# Bas van Putten
Bas van Putten (24 juli 1965) is een Nederlands schrijver en musicoloog, die ook actief is als autojournalist. In 1989 behaalde hij cum laude zijn doctoraal muziekwetenschap aan de Universiteit van Amsterdam. Hij werkte als muziekjournalist voor onder meer De Telegraaf, Het Parool en Vrij Nederland.
In 1996 won Van Putten de Pierre Bayle-prijs voor kunstkritiek en in 2001 de Debutantenprijs voor zijn romandebuut Doorn.
Met Rob Kamphues presenteerde hij het televisieprogramma PK. Hij is muziekmedewerker van De Groene Amsterdammer en columnist bij Autoweek en NRC Handelsblad. Hij publiceerde verhalen, beschouwingen en gedichten in onder meer Hollands Maandblad en De Gids. Hij schreef biografieën van de componisten Hans Kox (2005) en Peter Schat (deel 1, 2015).

## Televisie
- Boemerang (KRO, 2005)
- PK (KRO, 2006)